# ASL 항공 스페인
ASL 항공 스페인(영어: ASL Airlines Spain)은 스페인의 화물 항공사로 마드리드 바라하스 국제공항이 허브 공항으로 1987년에 판에어 스페인(스페인어: PAN Air Líneas Aéreas)로 설립되었고 주로 화물 항공편을 제공한다.

## 보유 기종
- 2015년 10월 기준으로 ASL 항공 스페인은 다음과 같은 기종을 보유하고 있다.[1][2]

## 같이 보기
- ASL 항공 벨기에
- ASL 항공 프랑스
- ASL 항공 헝가리
- ASL 항공 아일랜드
- ASL 항공 스위스